# Cetățuia (Cluj-Napoca)

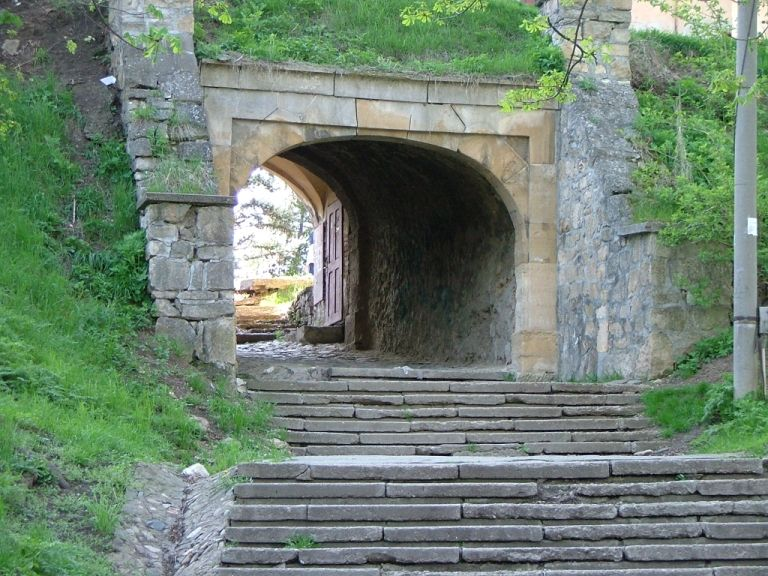
Intrarea în Cetățuie prin Poarta Apei

Cetățuia (în maghiară Fellegvár) este o fortificație construită in perioada Habsburgică în vârful dealului cu același nume din Cluj-Napoca, în cartierul Gruia. 

## Istoric

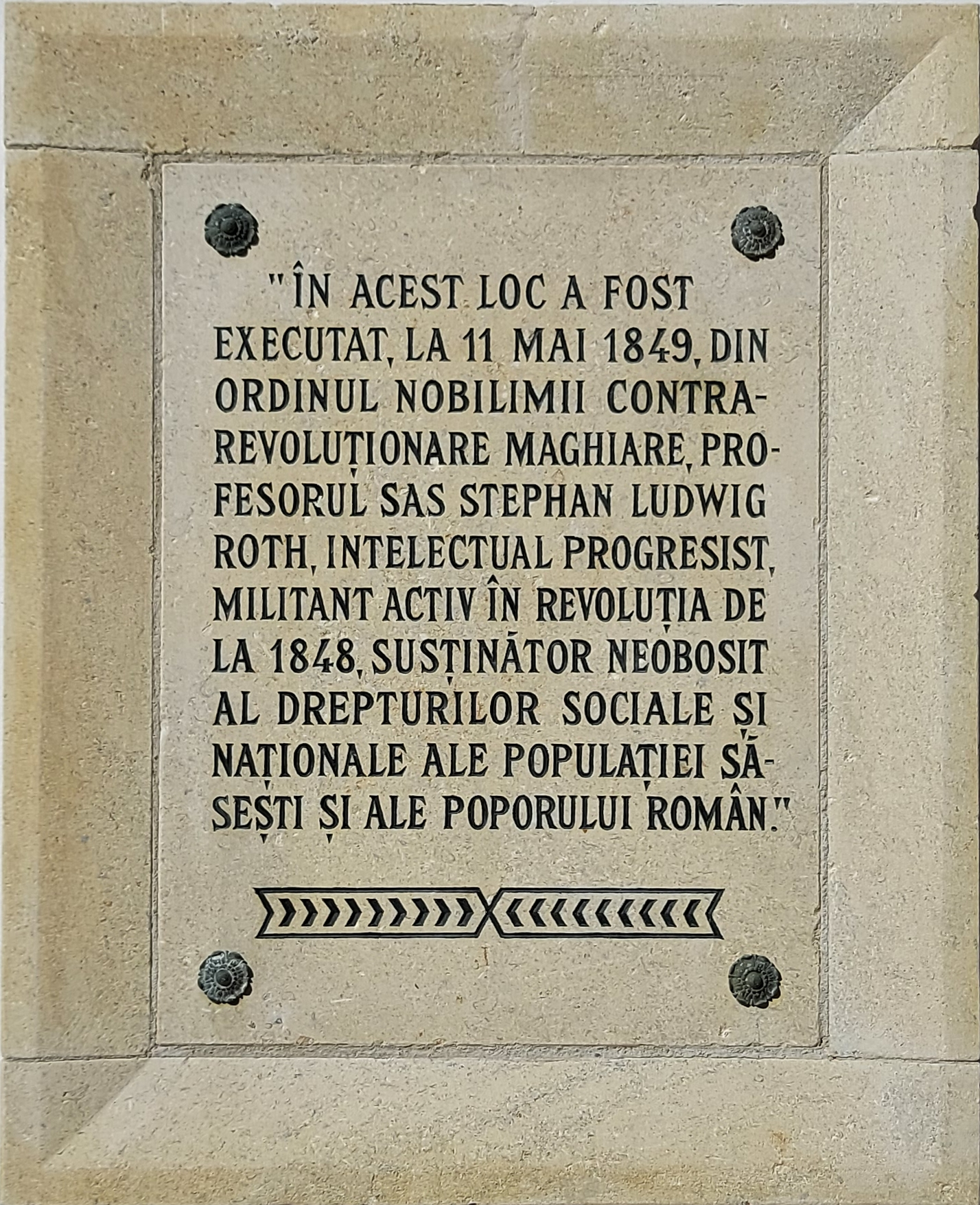
Placa memorială Stephan Ludwig Roth

Cetățuia a fost clădită între anii 1715 și 1735 cu ziduri sub formă de stea, o redută, un turn și era înconjurată de bastioane, conform cu planurile arhitectului militar Giovanni Morando Visconti, în exterior fiind înconjurată de un val de pământ. Porțile de acces dinspre vest și sud nu mai există, au mai rămas în picioare doar cele din sud-est și nord. Deasupra porților și în interiorul incintei se aflau diferite clădiri care adăposteau spații administrative, o garnizoană și un depozit de armament.
Fortificația a fost ridicată cu scopul principal de a asigura controlul asupra orașului, după trecerea Transilvaniei sub stăpânire austriacă, dar a fost folosită de multe ori și ca închisoare, îndeosebi în perioada Revoluției de la 1848. Aici a fost întemnițat și executat la 11 mai 1849 pastorul sas Stephan Ludwig Roth, unul dintre eroii Revoluției.
Din vechea cetățuie a mai rămas puțin: o parte din ziduri, patru clădiri, iar reduta a fost transformată în Turnul Parașutiștilor. Întregul ansamblu a fost profund afectat de alunecările de teren din zonă.
Pe colina dealului a fost construit Hotelul Belvedere în perioada anilor 1970, iar în 1995 a fost înălțată o cruce imensă din fier (Crucea de pe Cetățuie din Cluj-Napoca), în locul celei distruse de comuniști în anii 1950. Crucea inițială a fost ridicată în memoria celor întemnițați aici.

## Imagini

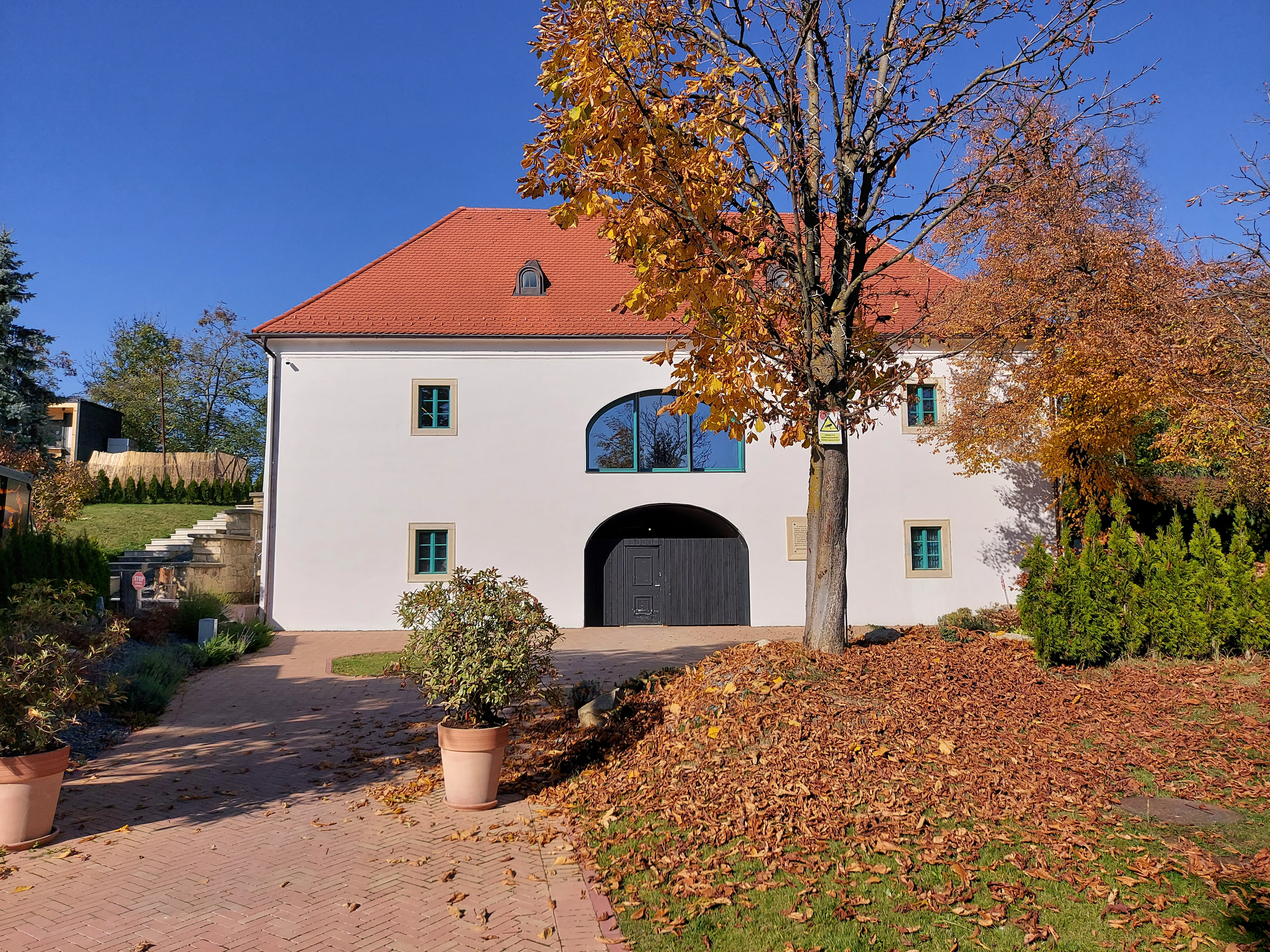
Poarta vieneză
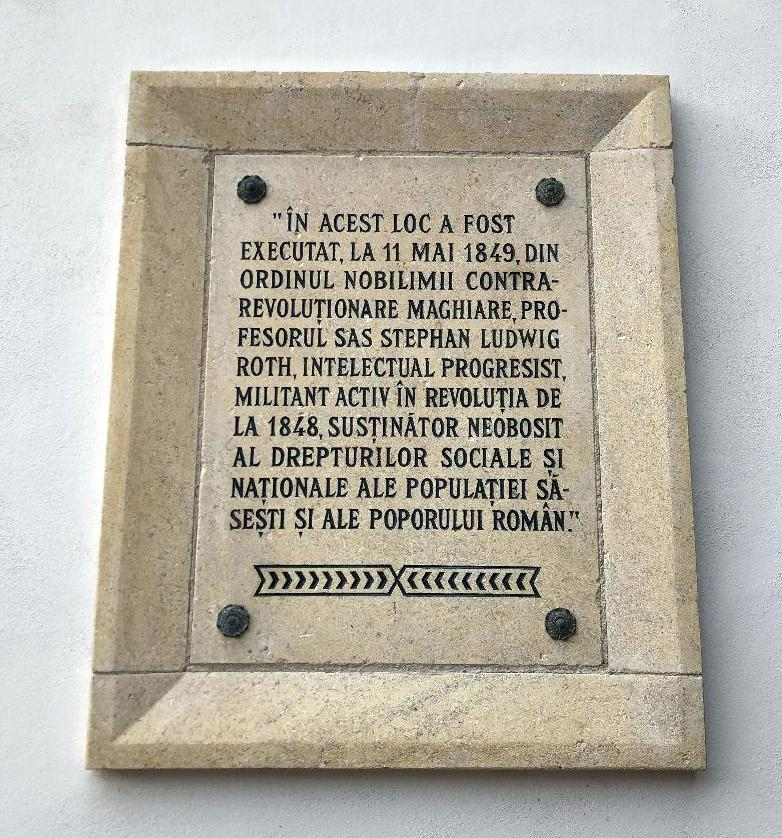
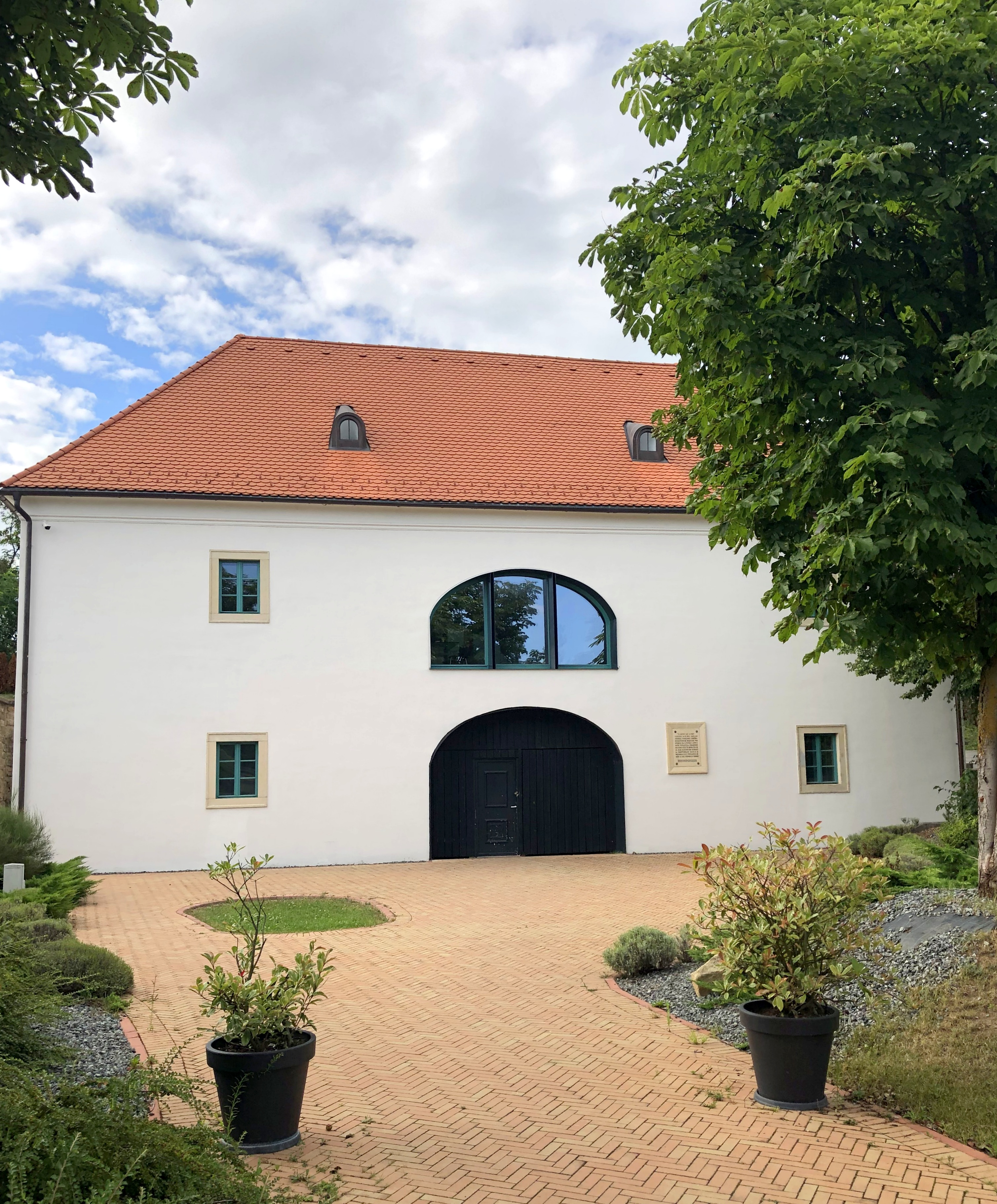
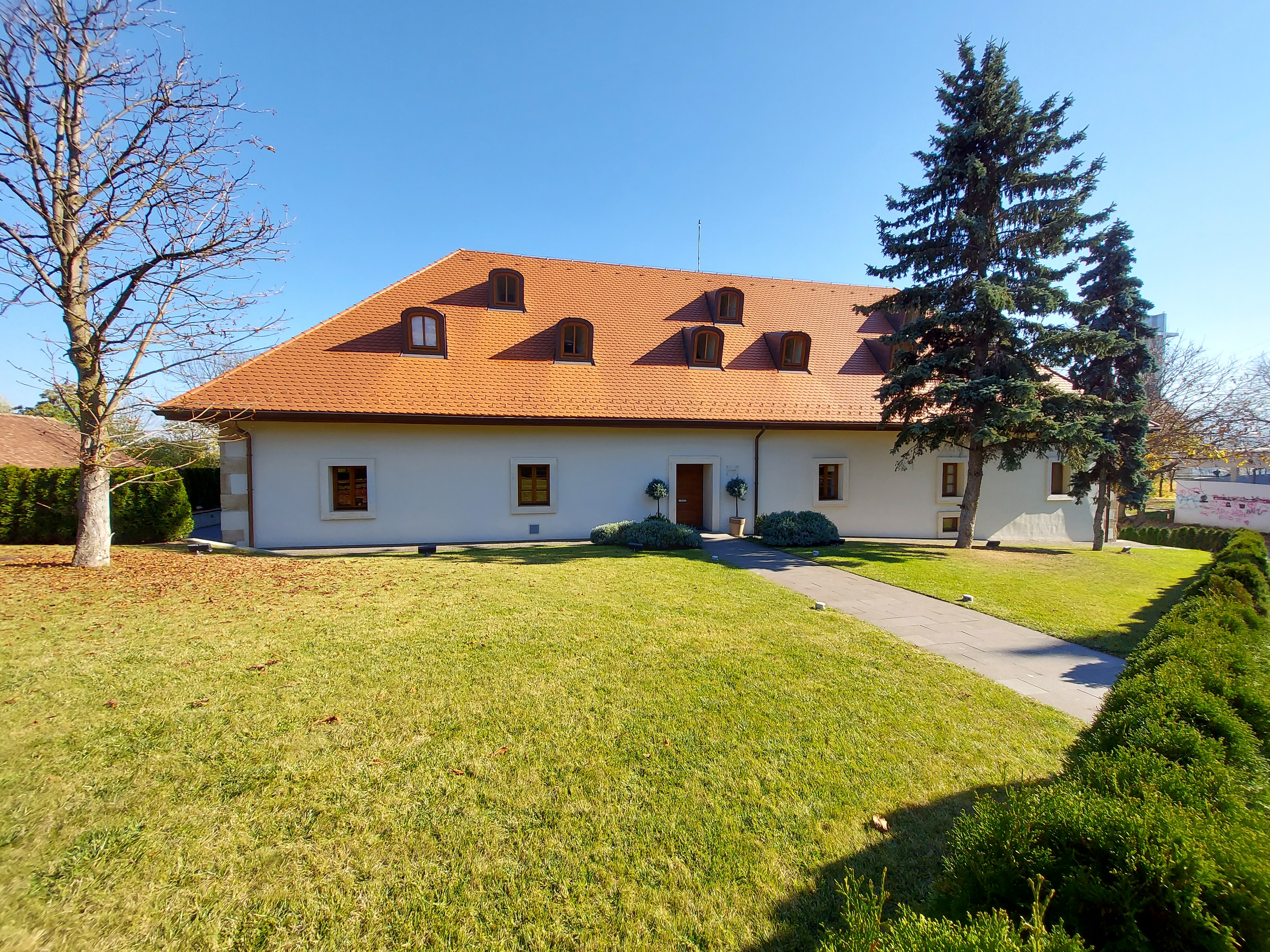
Fostul depozit de praf de pușcă
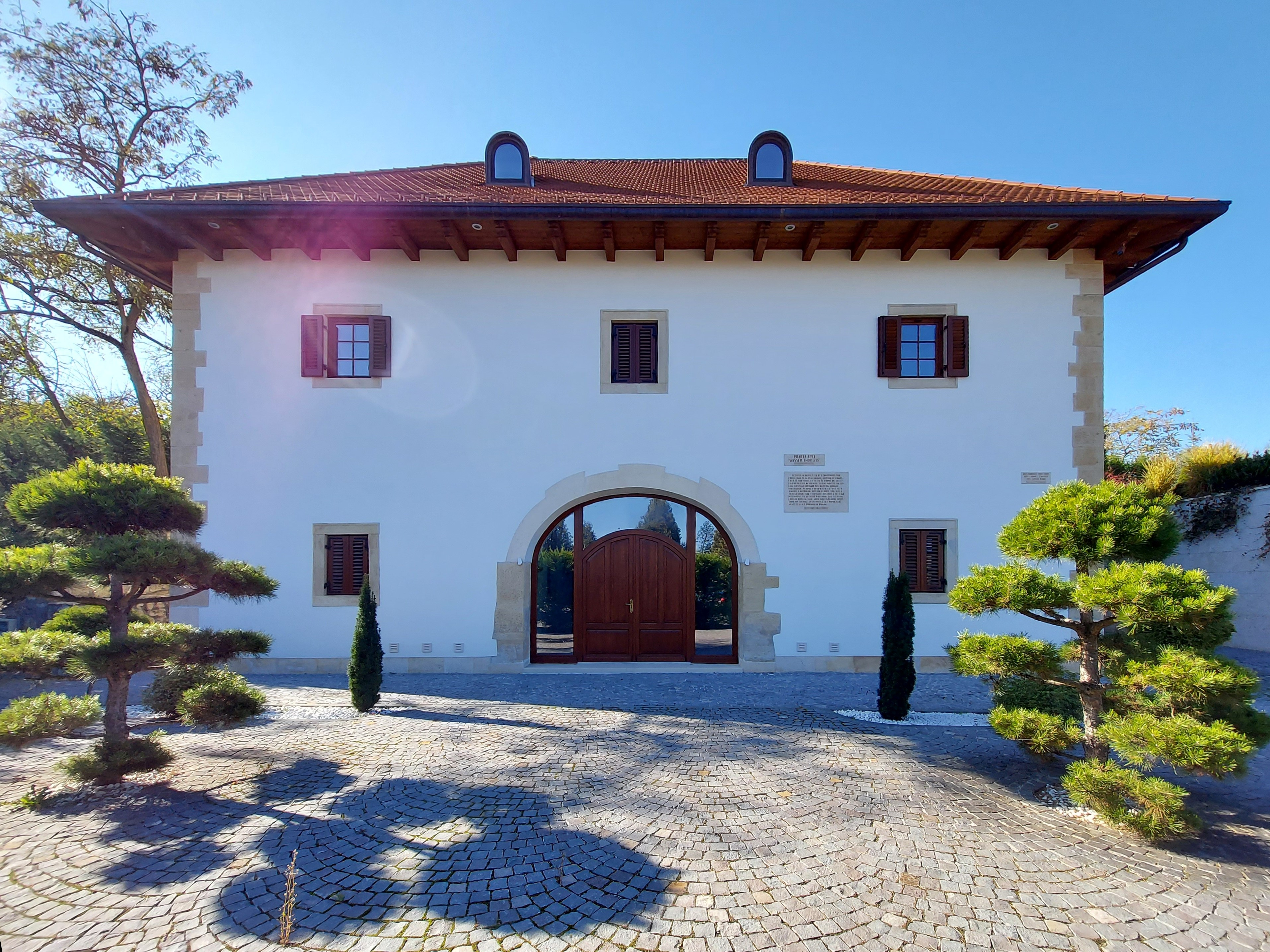
Poarta de vest
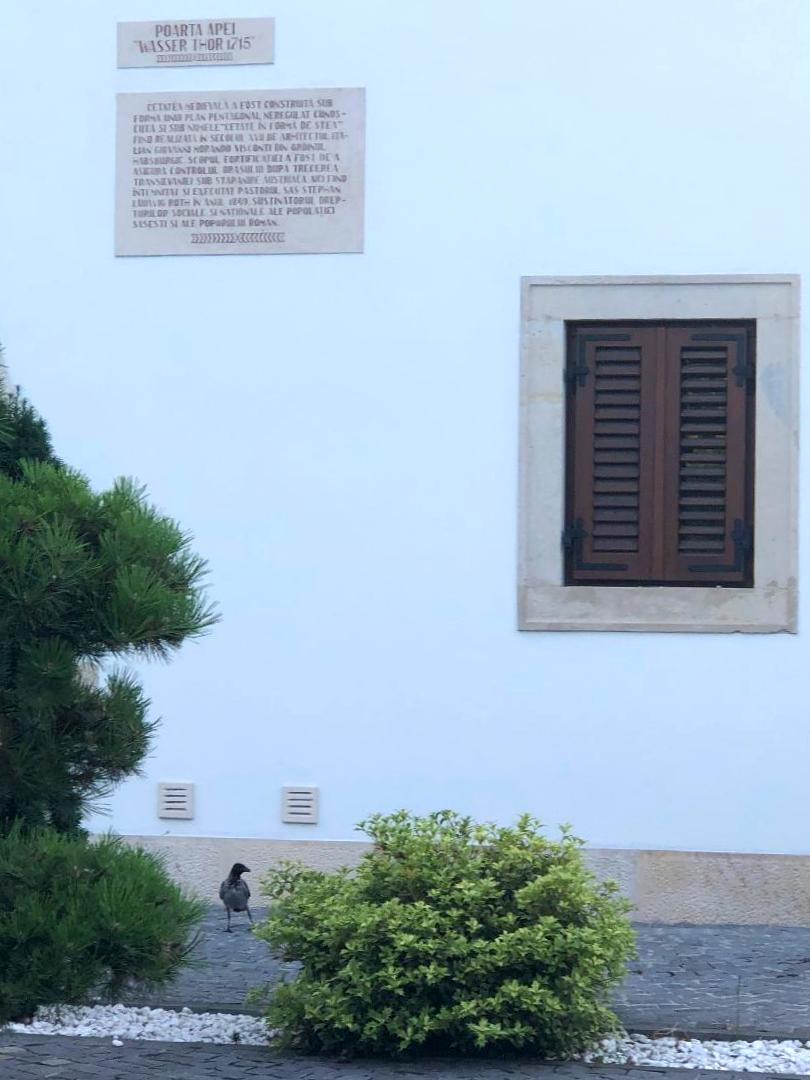
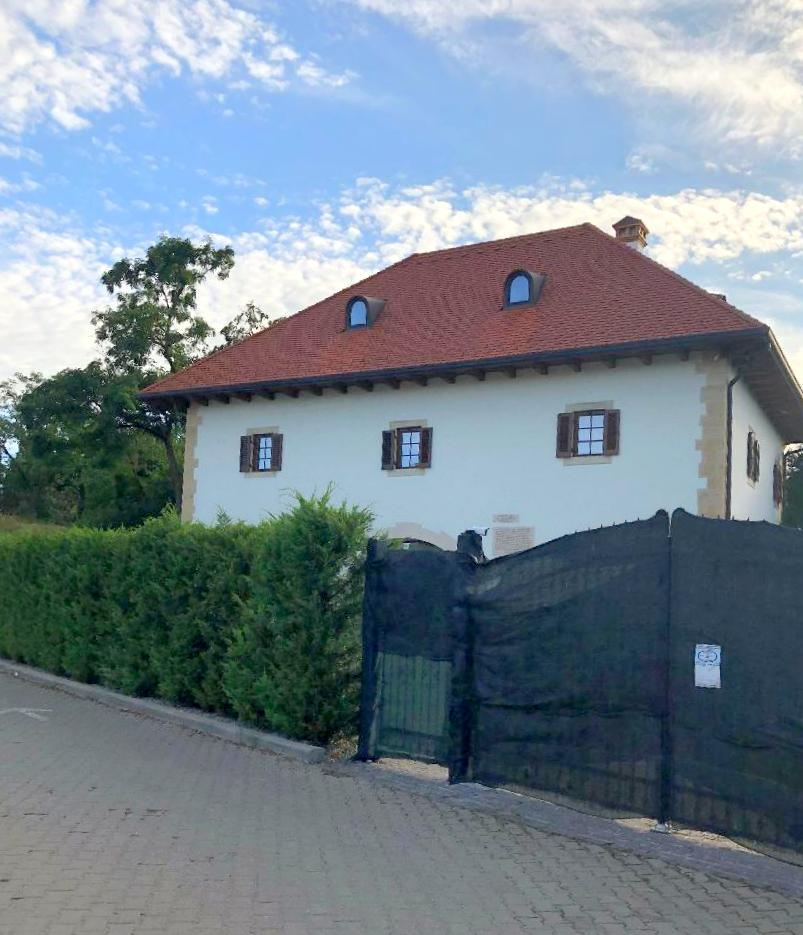
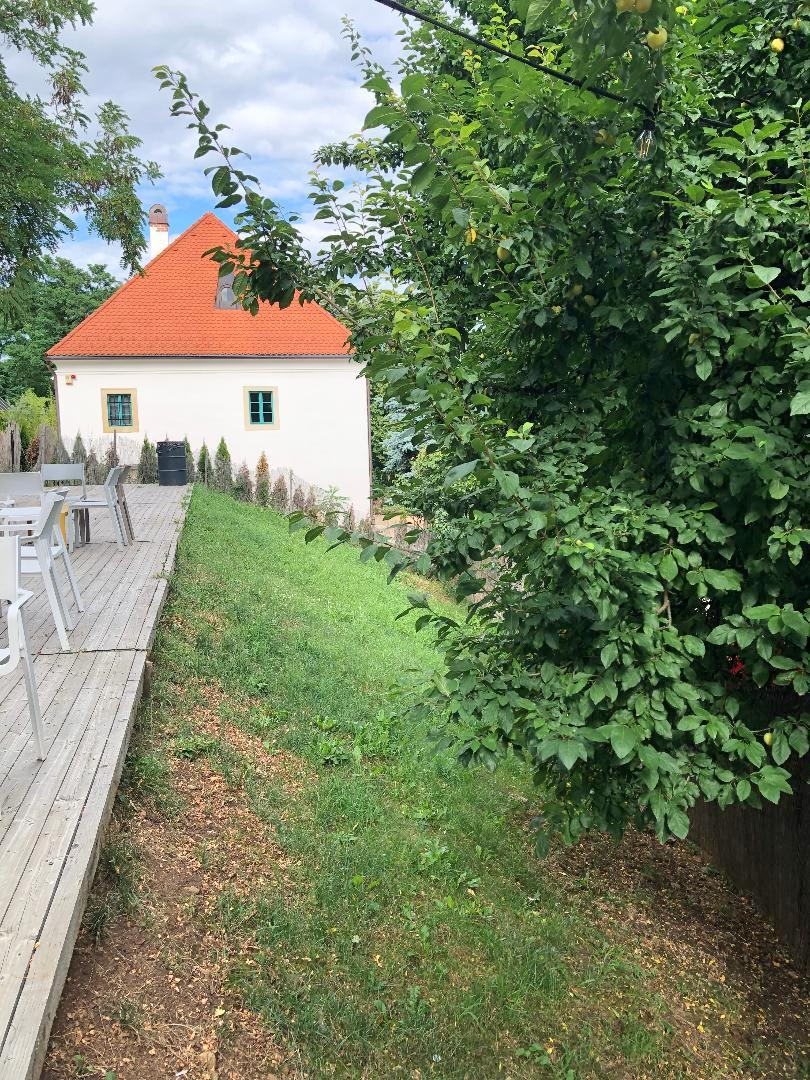
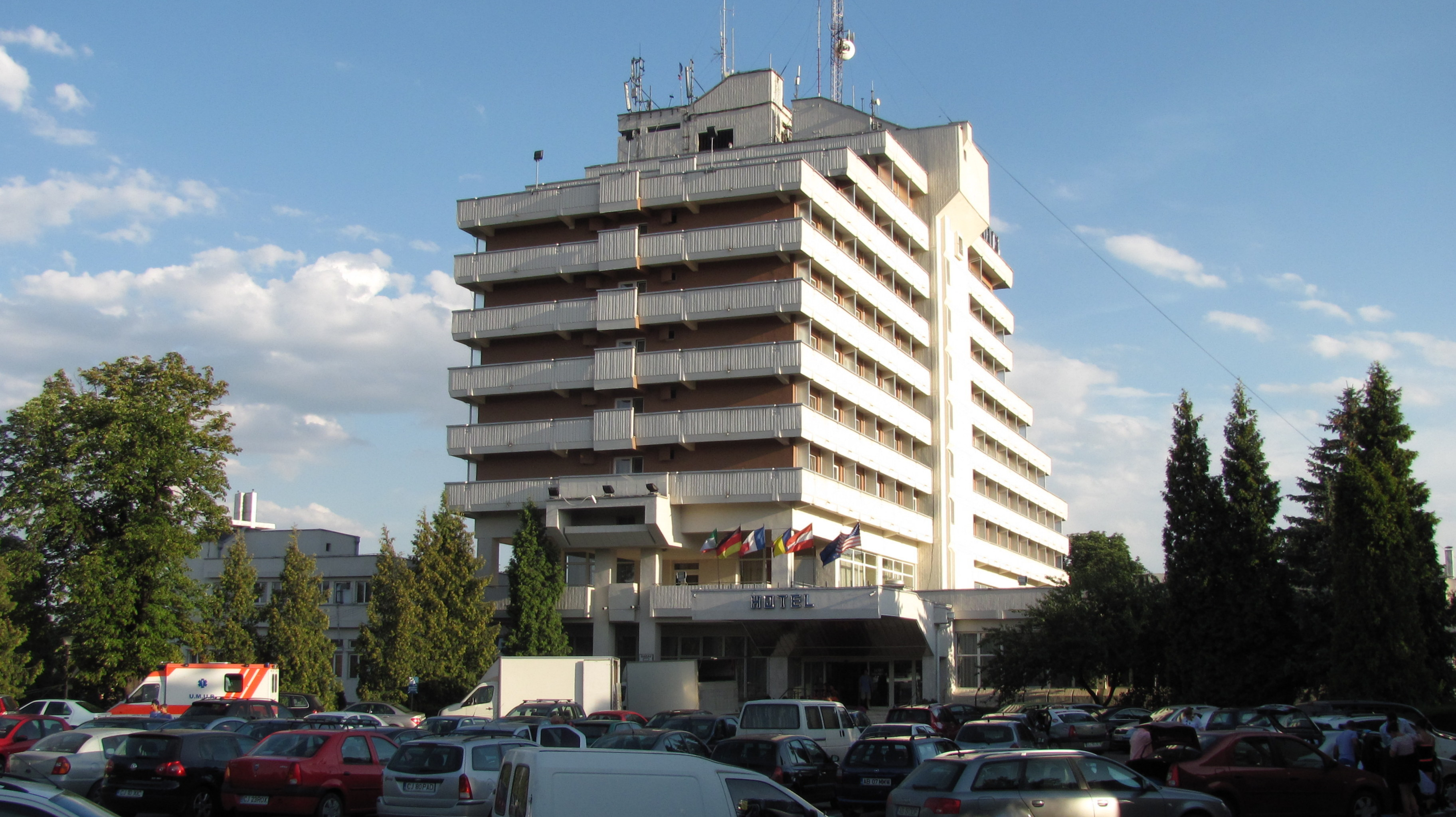
Hotel Belvedere
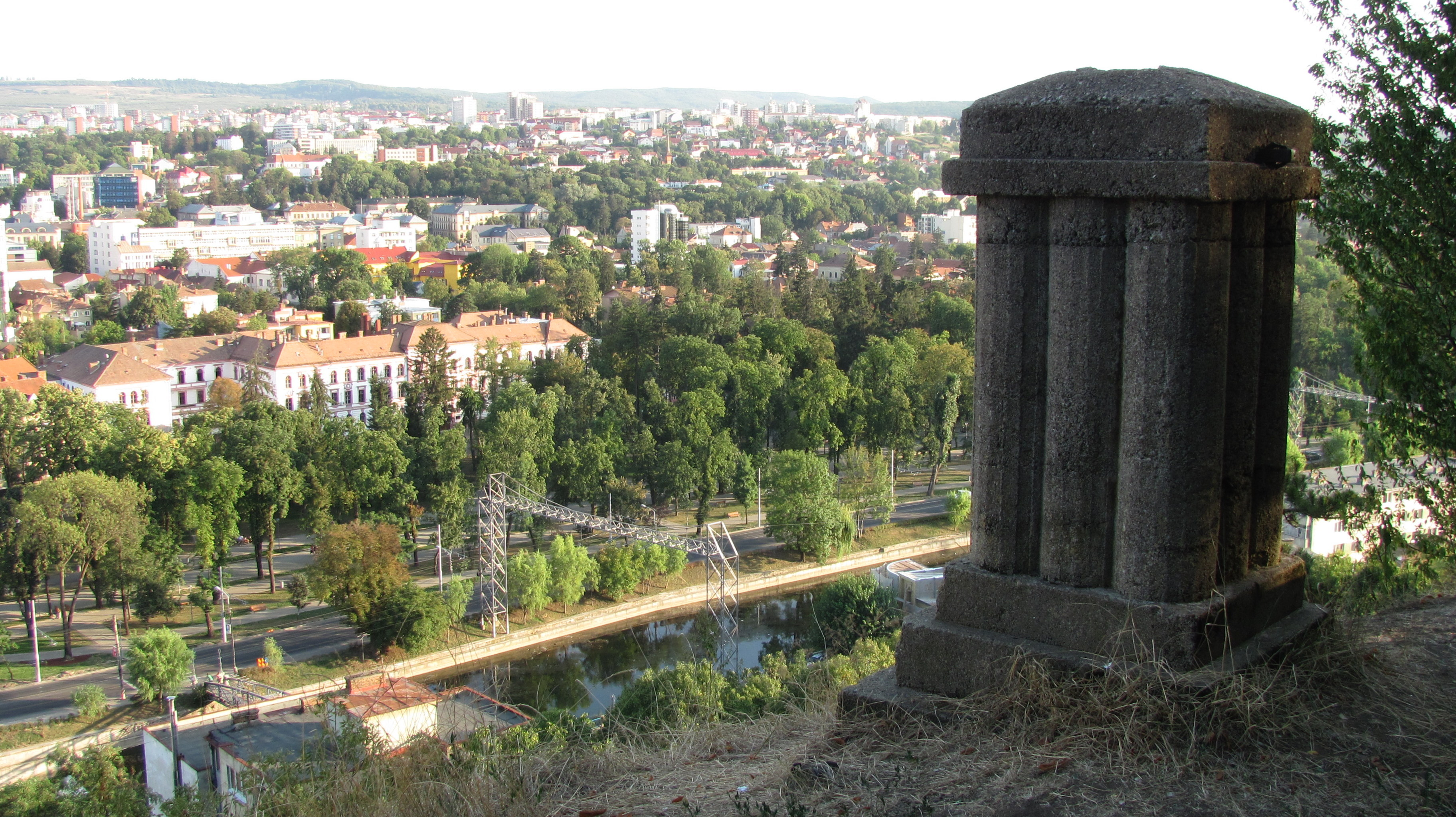
Vedere către Parcul Central
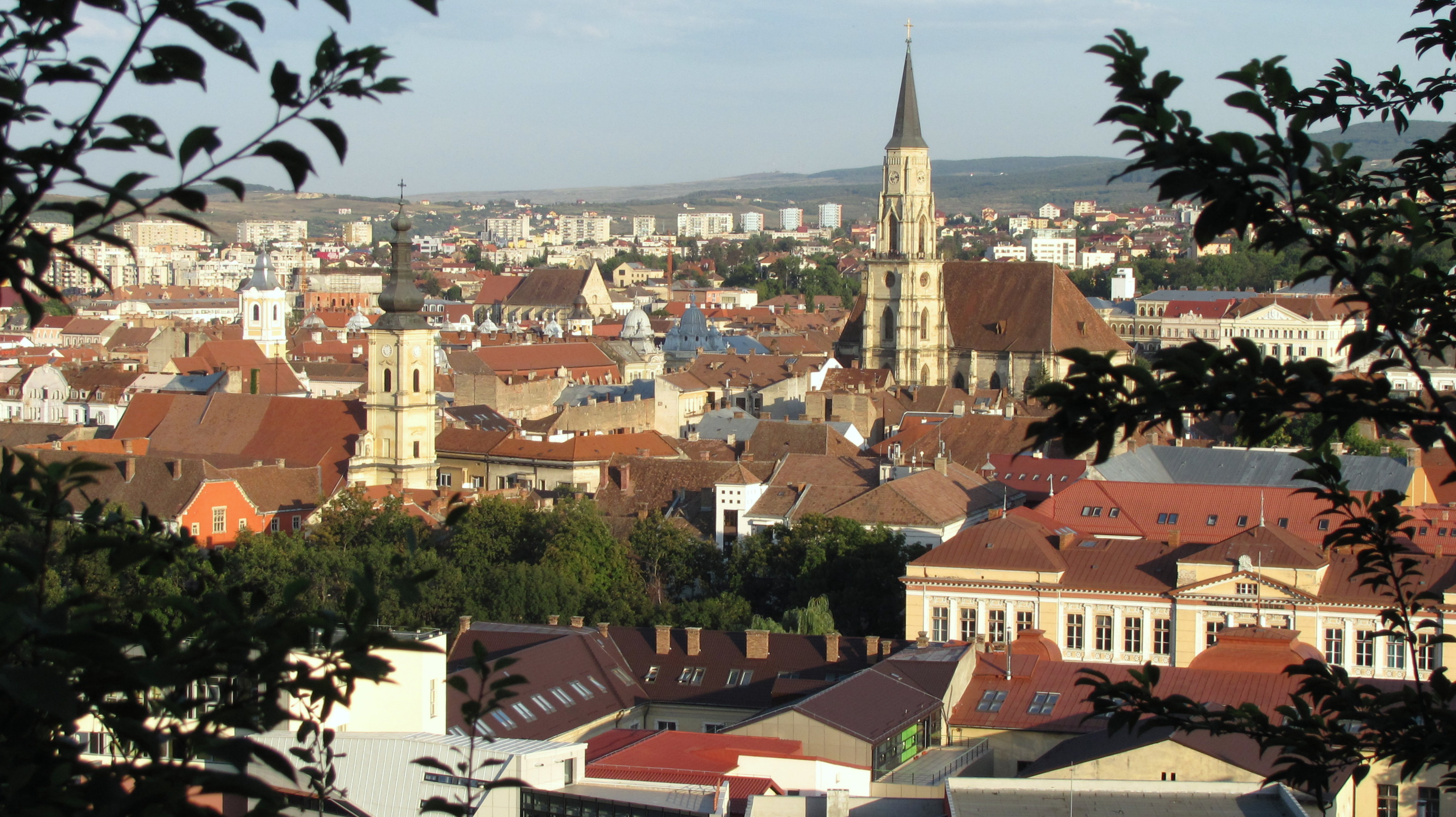
Vedere către Biserica Sf. Mihail
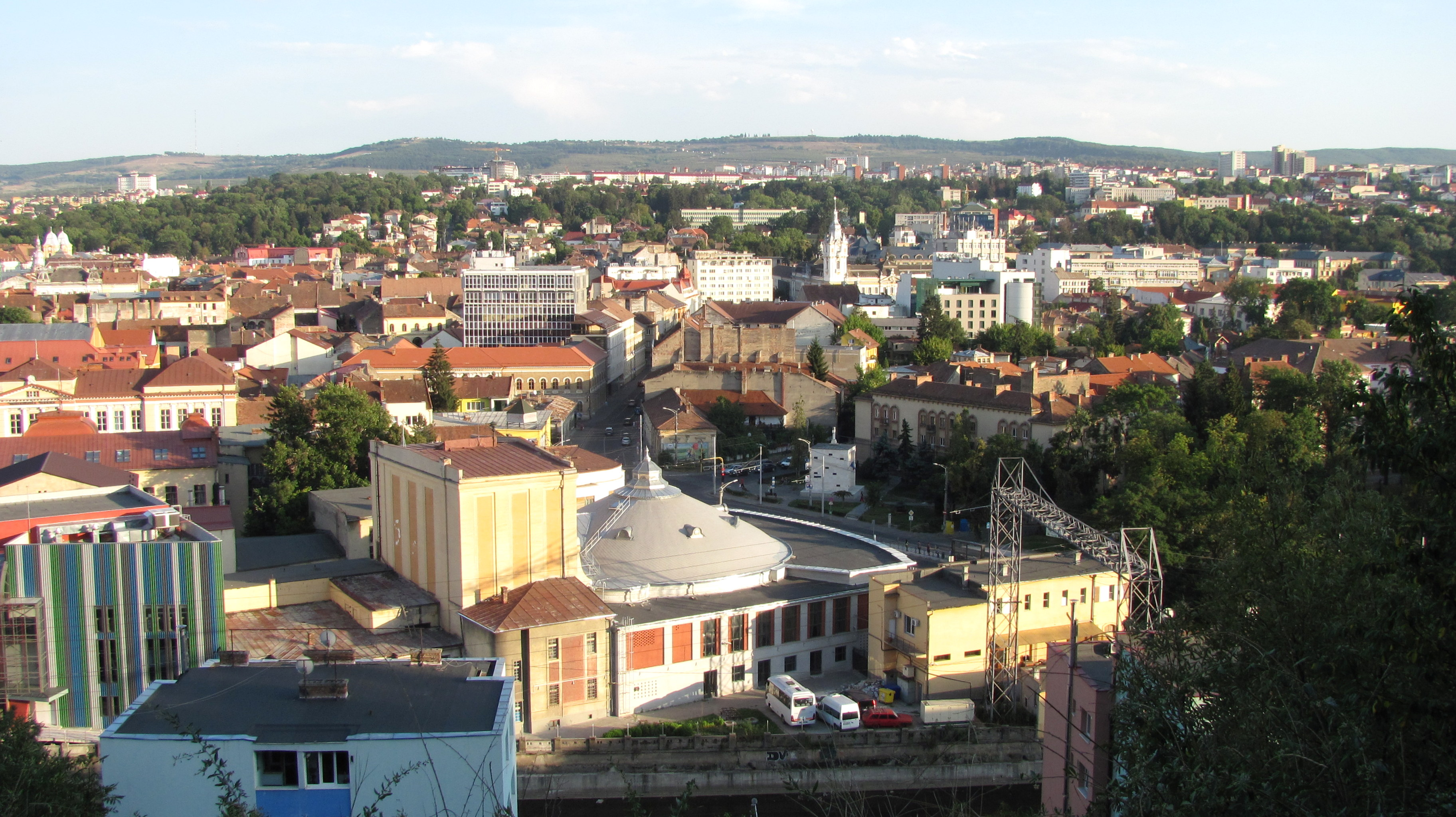
Vedere către Opera Maghiară
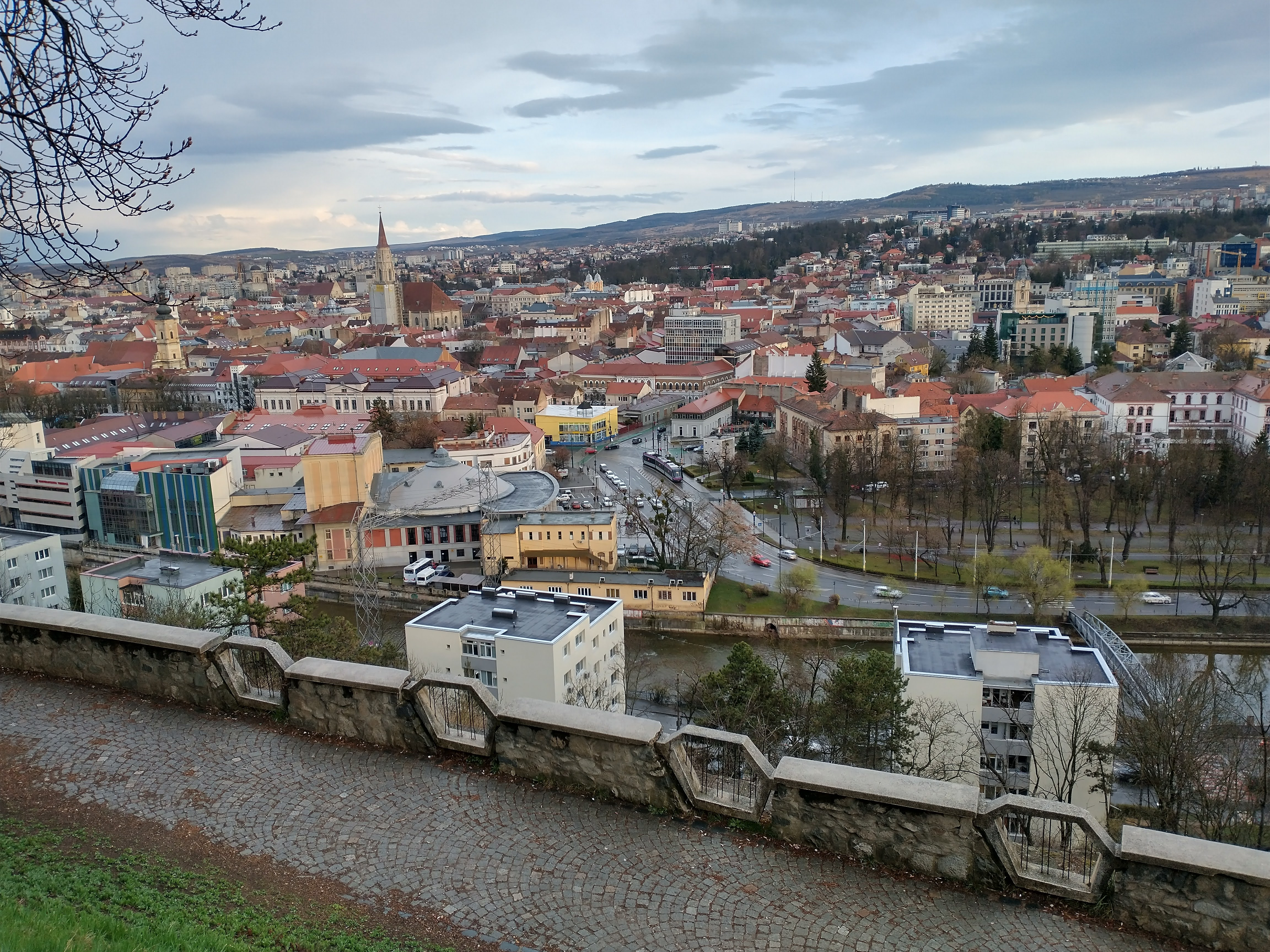